# Ford LTD II

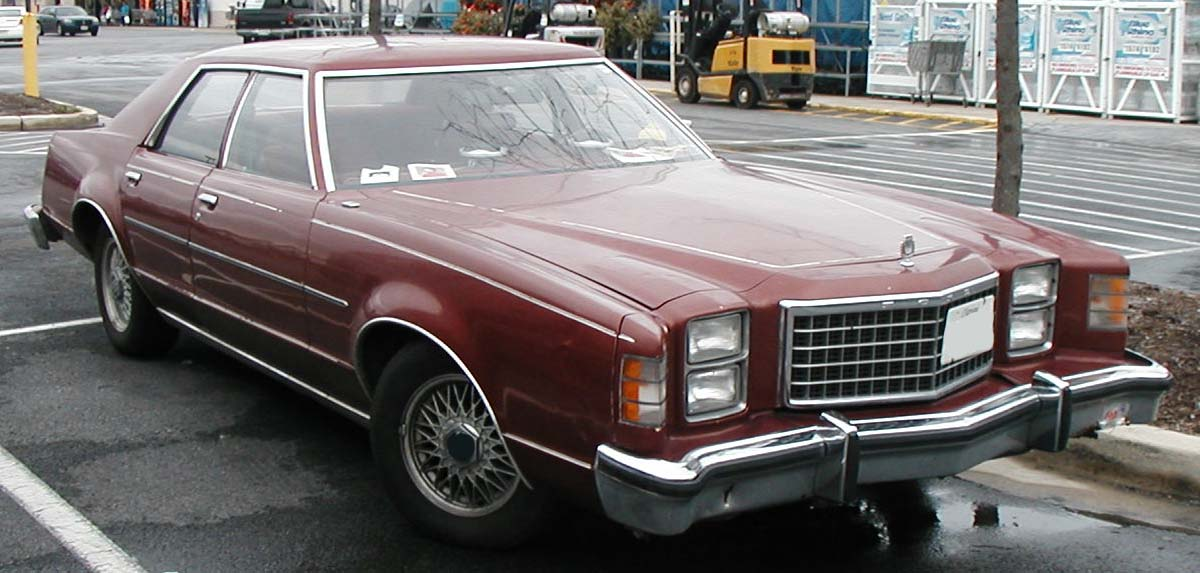
Ford LTD II.

La Ford LTD (pronunciata el-tee-dee) è una gamma di automobili prodotte dalla Ford Motor Company per gli anni modello dal 1965 al 1986. Presentata come la migliore rifinitura della gamma di modelli Ford a grandezza naturale, la LTD ha introdotto opzioni e caratteristiche normalmente riservate ai modelli Lincoln e Mercury più lussuosi. Il più grande veicolo prodotto dalla Ford in Nord America per la maggior parte della sua produzione, la LTD fu affiancata dalla Ford LTD II intermedia dal 1977 al 1979; la LTD II ha sostituito la gamma Torino / Gran Torino. In varie epoche della sua produzione, la gamma LTD comprendeva berline a due e quattro porte con montanti e pianali rigidi, una cabriolet a due porte e la station wagon a venature di legno a cinque porte Country Squire.
Per l'anno modello del 1979, la LTD fu ridimensionata, diventando esternamente più piccola della LTD II, e per il 1983 divenne un'auto di medie dimensioni. La Ford Granada fu interrotta, con la targhetta LTD che passò a una versione rinnovata di quella macchina; la LTD a grandezza naturale divenne quindi LTD Crown Victoria. La LTD di medie dimensioni fu sostituita dalla Ford Taurus del 1986, mentre la Ford continuava a spostarsi verso i veicoli a trazione anteriore.
Al di fuori del Nord America, la Ford Galaxie 500 del 1966 fu prodotta in Sud America negli anni '80 e commercializzata come Ford LTD.
A questo modello è ispirata l'auto di Peter Griffin protagonista della sitcom animata I Griffin